# Gustav Gerber

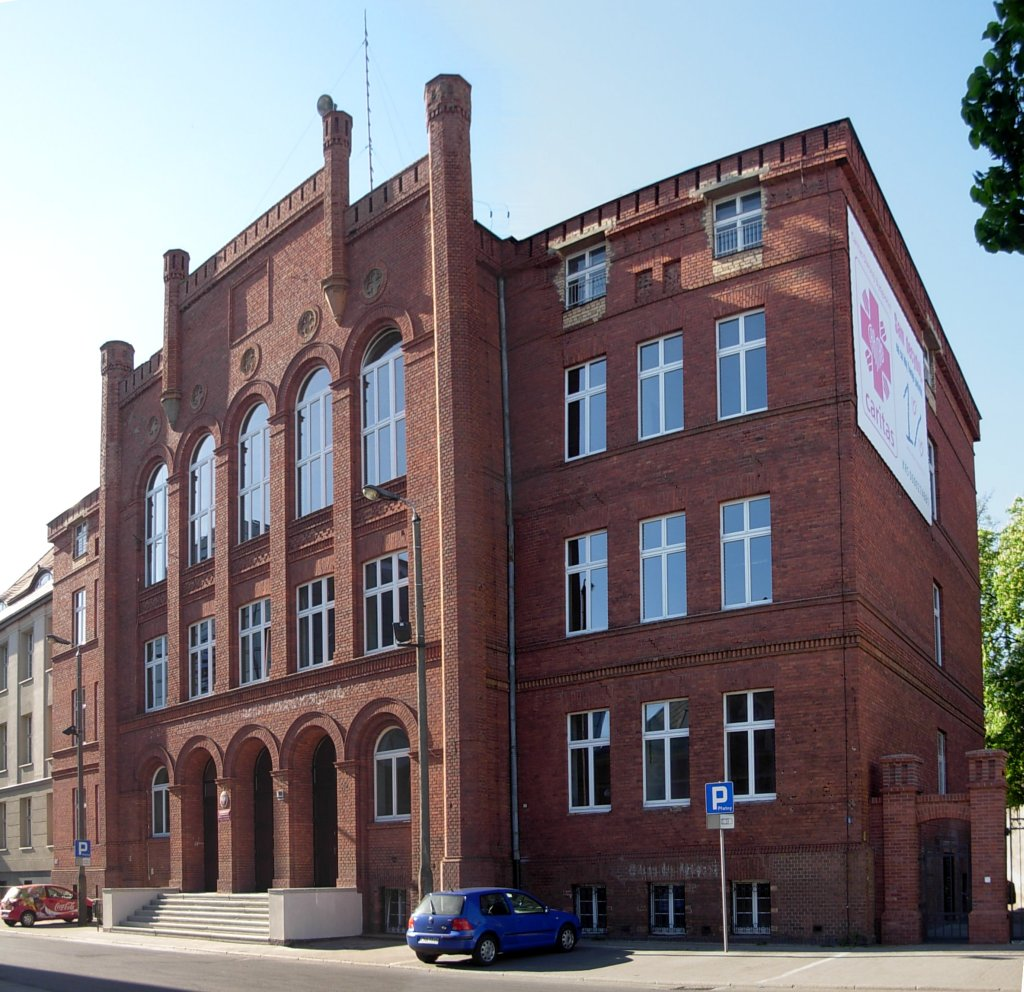
Budynek Gimnazjum Realnego w Bydgoszczy, wzniesiony w 1858 przy udziale Gustava Gerbera, w którym kierował szkołą do 1886

Gustav Eduard Gerber (ur. 1820, zm. 1901) – niemiecki filozof i pedagog, długoletni dyrektor Gimnazjum Realnego w Bydgoszczy, poseł do sejmu pruskiego, Honorowy Obywatel Bydgoszczy.

## Życiorys
Urodził się 13 stycznia 1820 w Berlinie. Tu uczęszczał do miejscowego gimnazjum Fryderyka Wilhelma, gdzie w 1838 r. złożył egzamin dojrzałości. Następnie odbył studia w zakresie filologii germańskiej i filozofii na uniwersytecie w Berlinie.
Od wiosny 1843 r. pracował w berlińskim gimnazjum Fryderyka Wilhelma, a rok później w berlińskiej szkole realnej. W trakcie pracy zawodowej przygotował swoją rozprawę doktorską Commentationes Herodotaae due, przedstawioną w 1846 r. na uniwersytecie w Lipsku. W następnych latach uzupełnił swoje wykształcenie pedagogiczne, m.in. złożył egzamin uprawniający go do nauczania łaciny i greki oraz historii i geografii w średnich klasach, a także matematyki w niższych klasach gimnazjalnych.
20 marca 1851 r. przeniósł się do Bydgoszczy i zatrudniony został jako dyrektor nowo powstałej średniej Szkoły Realnej. Formalne przyznanie mu tytułu dyrektora szkoły nastąpiło kilka lat później, 12 kwietnia 1856 r. Funkcję tę pełnił przez 35 lat. Przypadło mu w udziale zorganizowanie szkoły, określenie profilu nauczania, a także wypracowanie jej pozycji wśród innych szkół w mieście.
Uroczyste otwarcie miejskiej szkoły realnej nastąpiło 23 maja 1851 r. Początkowo mieściła się w wynajętym budynku przy Wełnianym Rynku, następnie w budynku poklasztornym karmelitów, a od 1858 r. w nowo wzniesionym gmachu szkolnym przy ul. Grodzkiej.
Pod kierownictwem Gustawa Gerbera szkoła intensywnie rozwijała się. Zorganizowano bibliotekę nauczycielską, uczniowską oraz bibliotekę pomocniczą. Wypożyczano z niej podręczniki uczniom, których nie stać było na zakup własnych. W szkole funkcjonował dobrze wyposażony gabinet fizyczny i laboratorium chemiczne. Placówka dysponowała także pokaźnym zbiorem przyrodniczym, na który złożyły się preparaty botaniczne i zoologiczne, różnorodne modele anatomiczne oraz kolekcja skamielin i minerałów. Z biegiem lat rozszerzono znacznie programy nauczania i szkoła osiągnęła wysoki poziom kształcenia.
W 1882 r. podniesiono ją do rangi gimnazjum realnego o matematyczno-przyrodniczym profilu kształcenia, co było ukoronowaniem wieloletnich wysiłków Gerbera.
Gustav Gerber był człowiekiem niezwykle aktywnym i energicznym. Okresowo, w latach 1857–1860, 1868–1869 oraz 1873–1874 pełnił również funkcję dyrektora szkoły średniej dla dziewcząt. Zaangażował się także w działalność polityczną. W latach 1877–1879 był posłem do sejmu pruskiego z ramienia Partii Narodowo-Liberalnej. Zajął się pracą nad ustawą o szkolnictwie. Gdy nie spełniła ona jego oczekiwań, wycofał się z udziału w parlamencie pruskim i powrócił do pracy naukowej.
Jako filolog i filozof swoje zainteresowania skoncentrował na badaniach języka. Ich rezultaty przedstawił w pracy Die Sprache als Kunst opublikowanej w 1871 r. Były to rozważania z zakresu semiotyki, a zwłaszcza: semantyki i pragmatyki. Roli języka w procesie naukowego poznania poświęcił pracę zatytułowaną Die Sprache und das Erkennen wydaną w 1885 r. Ostatnią jego poważniejszą pracą było dzieło Das Ich als Grundlage unserer Weltanschauung opublikowane w 1893 r. Był także autorem wielu innych artykułów, omówień i recenzji z zakresu językoznawstwa, filozofii nauki i psychologii społecznej. Osobną część jego publicystyki stanowiły programy nauczania oraz okolicznościowe mowy i wystąpienia szkolne. Pisywał także na łamach Berliner Nationalzeitung.
1 kwietnia 1886 r. przeszedł na emeryturę. Opuścił wówczas Bydgoszcz i osiadł w Berlinie–Charlottenburgu. Resztę życia poświęcił pracy naukowej. Zmarł 21 października 1901 w Berlinie.
Był żonaty z Antonie Clementine z domu Leining. Miał dwie córki: Julie Hedwig (ur. 1853) i Antonie Julie (ur. 1856). Odznaczono go Orderem Czerwonego Orła IV klasy (1879) i III klasy (1886).
W Bydgoszczy zamieszkiwał przy ul. Dworcowej 83, a od 1875 r. przy ul. Królowej Jadwigi.

## Honorowy Obywatel Bydgoszczy
12 maja 1876 r. – w dniu jubileuszu 25-lecia Szkoły Realnej, magistrat i rada miejska Bydgoszczy nadały mu tytuł Honorowego Obywatela Bydgoszczy. Był to wyraz uznania dla jego zasług w rozwoju szkolnictwa w mieście. Ustanowiono także specjalny fundusz jego imienia. Fundacja ta powstała z dobrowolnych składek byłych uczniów szkoły chcących w ten sposób uczcić i wyrazić wdzięczność jej dyrektorowi. Pieniądze z fundacji przeznaczono na trzyletnie stypendium udzielane zdolnym, lecz pozbawionym środków materialnych, byłym uczniom szkoły studiującym na uniwersytetach. Przyznawano je na okres trzech ostatnich lat studiów.